# Lange Straße 9 (Dahlenwarsleben)

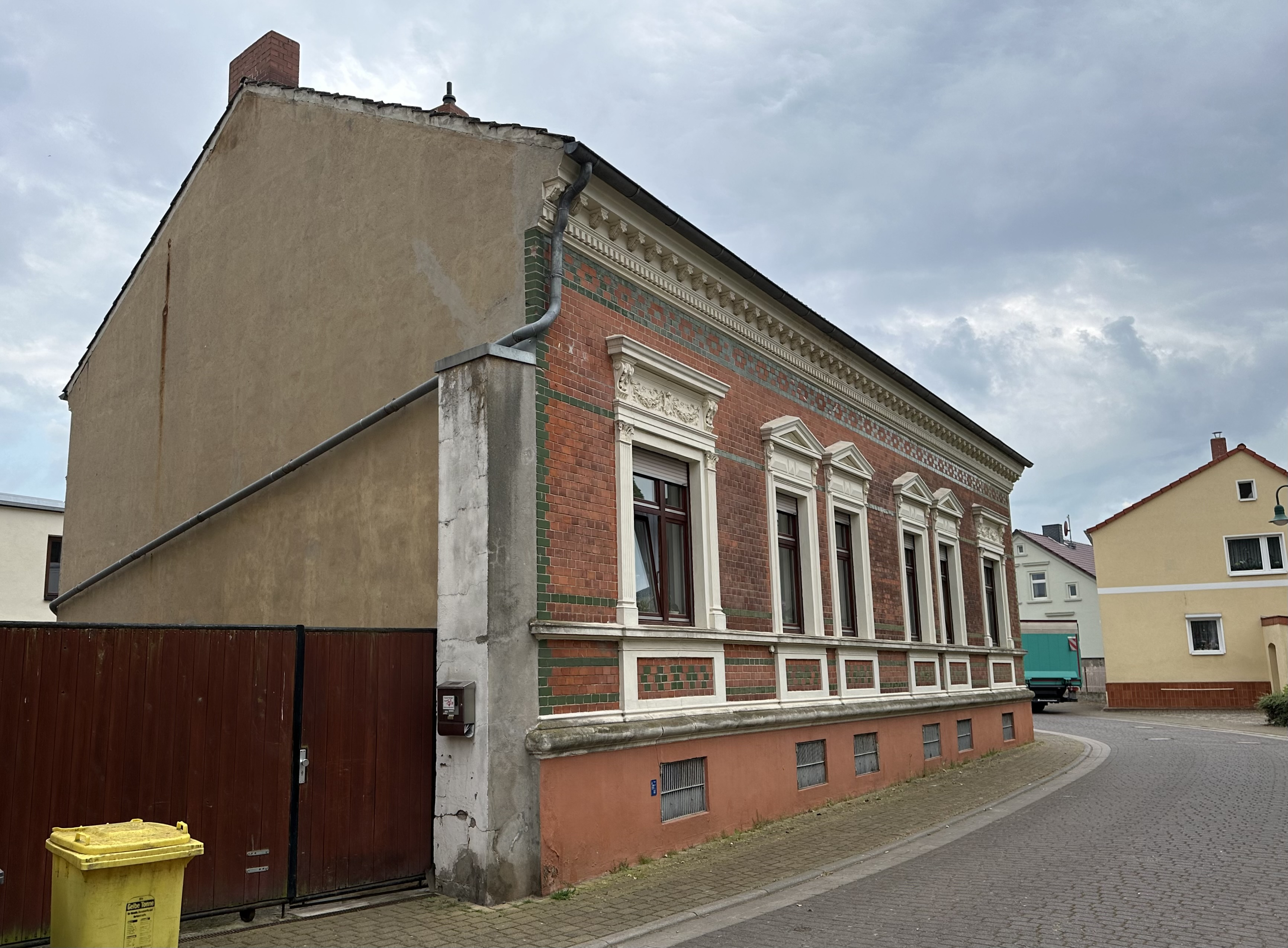
Haus Lange Straße 9, 2024

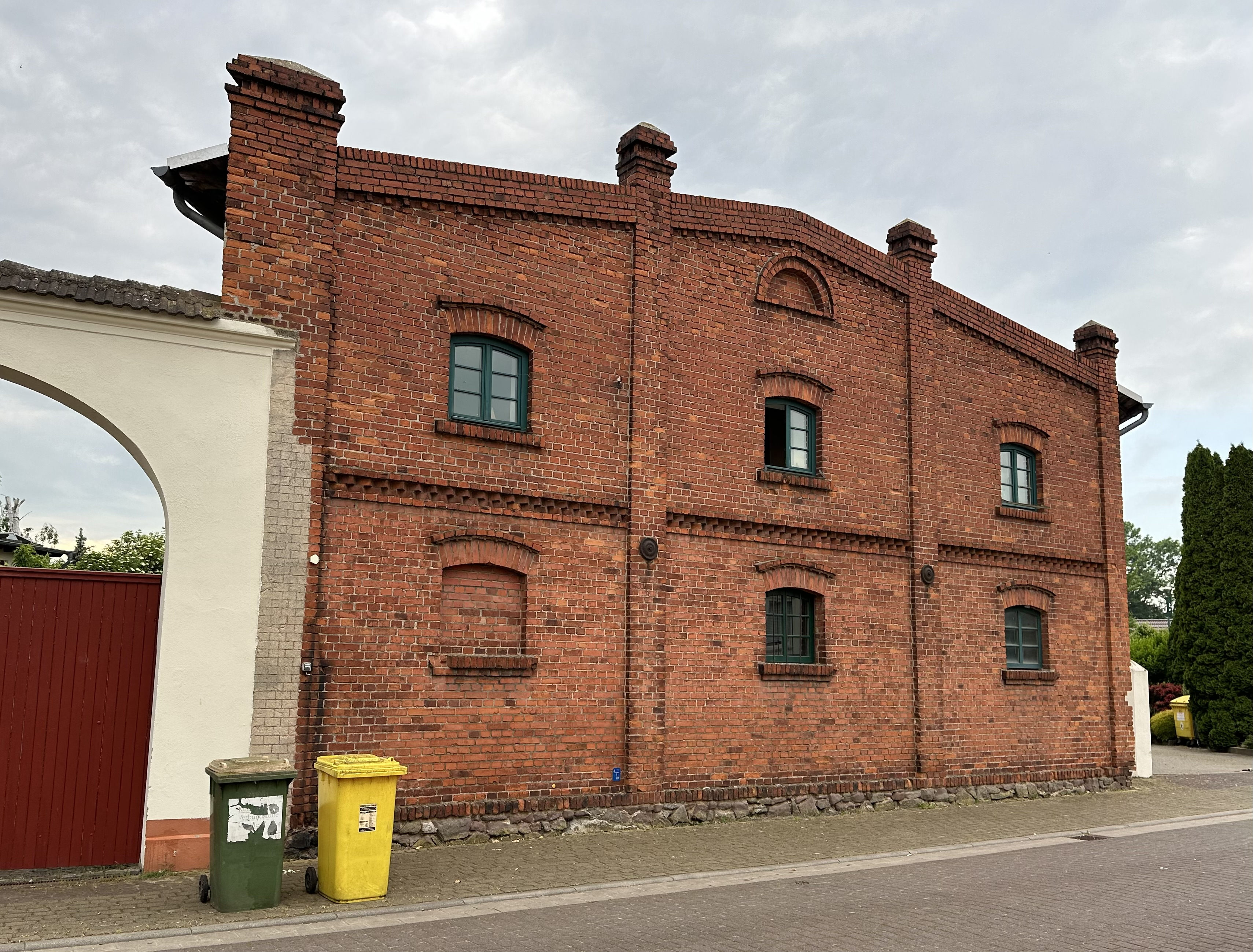
Wirtschaftsbau

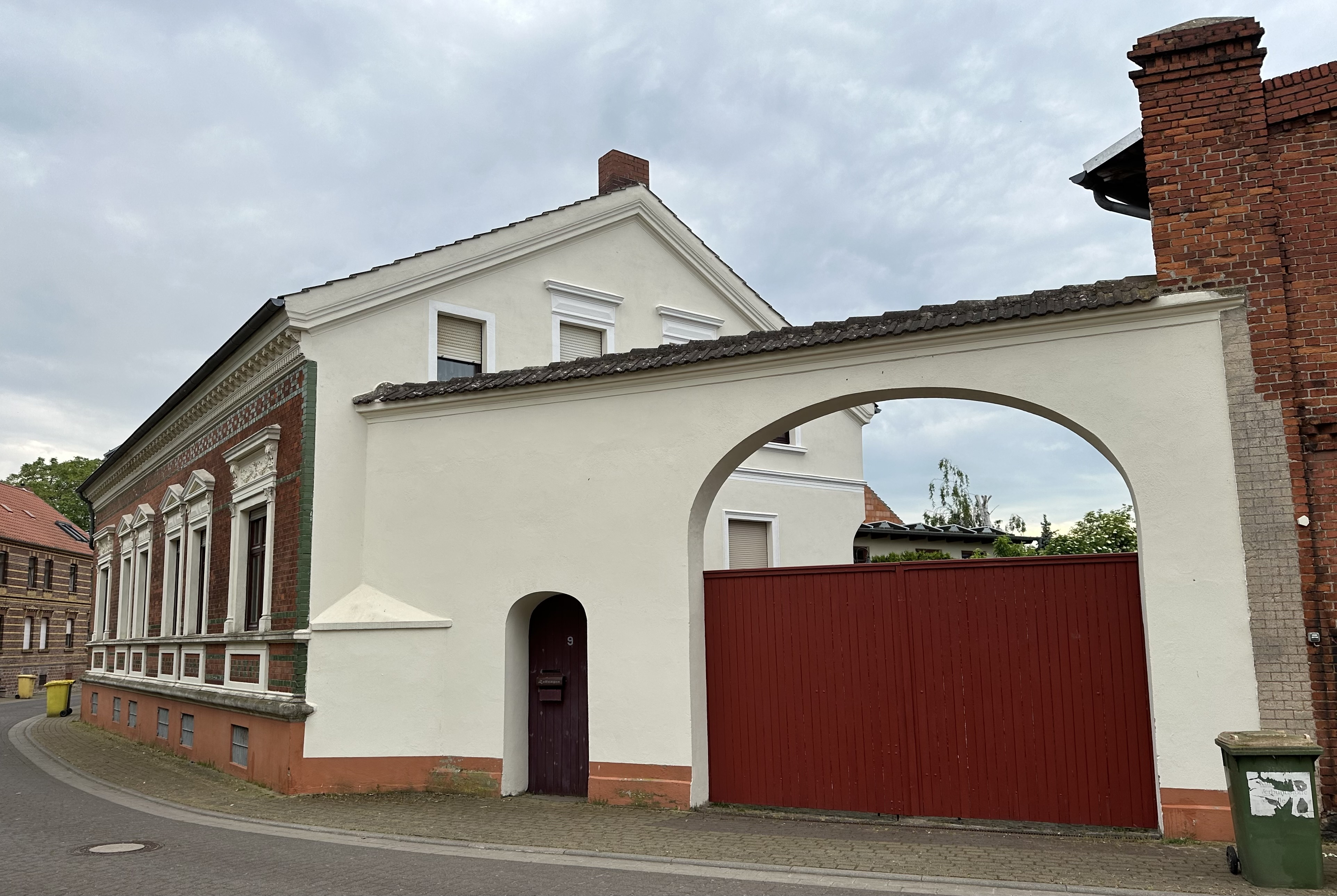
Hoftor

Das Haus Lange Straße 9 ist ein denkmalgeschütztes Wohnhaus in der Gemeinde Niedere Börde in Sachsen-Anhalt.

## Lage
Es befindet sich im Ortsteil Dahlenwarsleben westlich der Ortsmitte, auf der Südseite der Langen Straße.

## Architektur und Geschichte
Der eingeschossige, traufständig zur Straße ausgerichtete Bau entstand im späten 19. Jahrhundert. Das aus roten Klinkern errichtete, sechsachsige Gebäude ist für die ländliche Umgebung repräsentativ gestaltet. An den Fensteröffnungen finden sich Stuckverzierungen im Stil der Neorenaissance. An der Traufe befinden sich ein Zahnschnittfries sowie Konsolsteine.
Westlich des Wohnhauses steht ein zweigeschossiger Wirtschaftsbau. Die Fassade des Backsteinbaus ist mit Lisenen versehen und verfügt über ein Gurtgesims. Es bestehen Lünettenfenster. Andere Fensteröffnungen sind mit Segmentbögen ausgestattet.
Im Bereich zwischen den beiden Häusern steht ein als Segmentbogen ausgeführtes Hoftor mit Pforte sowie einer Mauer aus Buntsandstein.
Im Denkmalverzeichnis des Landes Sachsen-Anhalt ist das Wohnhaus unter der Erfassungsnummer 094 15946 als Baudenkmal eingetragen.